# Vecchia California
Vecchia California (California) è un film del 1947 diretto da John Farrow.
È un western statunitense con Ray Milland, Barbara Stanwyck e Barry Fitzgerald.

## Produzione
Il film, diretto da John Farrow su una sceneggiatura di Frank Butler, Theodore Strauss e Seton I. Miller (quest'ultimo non accreditato) e un soggetto di Boris Ingster, fu prodotto da Farrow e Miller per la Paramount Pictures e girato in California e in Arizona dal 23 novembre 1945 al 1º febbraio 1946. Il film doveva originariamente essere scritto e diretto da Albert Hackett e interpretato da Alan Ladd e Betty Hutton.

## Distribuzione
Il film fu distribuito con il titolo California negli Stati Uniti dal 21 febbraio 1947 al cinema dalla Paramount Pictures.
Altre distribuzioni:
- in Svezia il 9 luglio 1947
- in Finlandia il 7 novembre 1947 (Lännen kutsu)
- in Portogallo il 14 maggio 1948
- in Danimarca il 16 maggio 1948
- in Francia il 18 novembre 1949 (Californie terre promise)
- in Giappone nel 1950
- in Austria il 14 luglio 1950
- in Germania Ovest il 24 ottobre 1950
- in Spagna il 12 dicembre 1950 (Barcelona)
- in Italia (Vecchia California)
- in Brasile (Califórnia)
- in Grecia (Kalifornia)
- in Polonia (Kalifornia)

## Promozione
Le tagline sono:
- The Fabulous, Fantastic West! WHERE A MAN'S PLEASURE COSTS HIM HIS GOLD TREASURE!
- No town would have her! No man could tame her!
- Mighty drama of men who were titans...and a woman who was their match!